# خدر انضغاطي
خَدَر انْضِغاطِيّ (بالإنجليزيَّة: Obdormition، تُلفَظ: /ˌɒbdɔːrˈmɪʃən/ وقد اشتقَّت الكلمة الإنجليزيَّة من اللَّاتينيَّة «obdormire» الَّتي تعني «أن يَنام») هو مُصطلح طبِّيّ يصف الاخْدِرار (النَّمَل) في طرف الجسم، وَغالبًا سببه ضغط ثابت على الأعصاب أو قلَّة الحركة. وفي اللُّغة المَحكيَّة يُشار لهذه الحالة بأنَّ الطرف «نائِم» ويُتبَع عادةً بالمَذَل الذي يسمى في اللُّغة المحكيَّة «دَبابيس وإبَر».